# 卡斯特羅維雷納
卡斯特羅維雷納（西班牙語：Castrovirreyna），是秘魯的城鎮，位於該國中南部萬卡韋利卡大區，是卡斯特羅維雷納省的首府，始建於1591年5月27日，海拔高度3,956米，2005年人口1,523。